# Nomgon, Ömnögovi
Nomgon (tiếng Mông Cổ: Номгон) là một sum của tỉnh Ömnögovi ở miền nam Mông Cổ. Vào năm 2009, dân số của sum là 2.869 người.

## Địa lý
Sum có diện tích khoảng 19.468 km2. Trung tâm sum, Sangiin, nằm cách tỉnh lỵ Dalanzadgad 110 km và thủ đô Ulaanbaatar 700 km.

### Khí hậu
Nomgon có khí hậu hoang mạc. Nhiệt độ trung bình hàng năm trong khu vực là 11 °C. Tháng ấm nhất là tháng 7, khi nhiệt độ trung bình là 32 °C và lạnh nhất là tháng 1, với −12 °C. Lượng mưa trung bình hàng năm là 200 mm. Tháng ẩm ướt nhất là tháng 6, với lượng mưa trung bình là 44 mm, và khô nhất là tháng 2, với 2 mm.

## Kinh tế
Sum có một trường học, bệnh viện và khu dịch vụ.